# Конусна дробарка

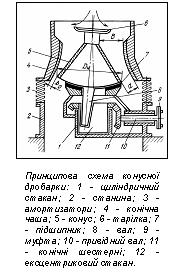
Конусна дробарка

Конусна дробарка (рос. дробилка конусная, англ. conetype crusher; нім. Kegelbrecher m) — машина для дроблення твердих матеріалів за допомогою роздавлення грудок всередині нерухомої конусоподібної чаші конусом, що здійснює кругове гойдання (гіраційний рух).

## Загальний опис
Конусні дробарки застосовують для дроблення руд чорних і кольорових металів, а також неметалічних матеріалів, включаючи особливо тверді, абразивні і важко дробимі. Винайдена у 1877, впроваджена в промисловість у 1920-х рр.
Розрізняють конусні дробарки крупного, середнього та дрібного дроблення.
Конусні дробарки крупного дроблення характеризуються шириною приймального і вихідного отворів (наприклад, ККД-1500/300 — конусна крупного дроблення з шириною приймального отвору 1500 мм і вихідного отвору 300 мм). Дробарки цього типу можуть приймати грудки розміром до 1200 мм і мають продуктивність до 2600 м3/год; застосовуються як головні машини гірничо-збагачувальних комплексів.
До основних технологічних характеристик конусних дробарок належать: кут захоплення α, частота обертання ексцентрикового стакана n, продуктивність Q, хід конуса е і потужність електродвигуна N.
Конусні дробарки середнього і дрібного дроблення характеризуються діаметром основи рухомого конуса (наприклад, КСД-2200 — конусна сер. дроблення з діаметром основи конуса 2200 мм). У дробарок дрібного дроблення в порівнянні з дробарками сер. дроблення камера дроблення має паралельну зону більшої довжини і рухомий конус меншої висоти. Робочі поверхні конусів, що дроблять, захищені змінними сталевими футеровками.
Інерційна конусна дробарка відрізняється від звичайних, застосуванням як привода конуса вібратора дебалансного типу. Використання таких дробарок значно спрощує схеми дроблення і подрібнення, оскільки вони забезпечують високий ступінь дроблення і можуть працювати як у відкритому, так і в замкненому циклі. Крім того, ці дробарки забезпечують нижчі питомі витрати електроенергії, характеризуються вибірковістю дроблення.
Українські конусні дробарки крупного, середнього і дрібного дроблення виготовляє Новокраматорський машинобудівний завод.

## Застосування
Конусні дробарки встановлюють на збагачувальних фабриках великої продуктивності. Для крупного дроблення руд застосовуються конусні дробарки з підвісним валом і розвантаженням під дробарку.
Використовують для крупного, середнього і дрібного дроблення гранітів, базальтів, кварцитів, вапняків, руд і інших гірських порід, що мають підвищену твердість.
Конусні дробарки крупного дроблення ККД-1200, ККД-1500 можуть працювати «під завалом».
Конусні дробарки середнього і дрібного дроблення працюють при ступенях дроблення 4 – 7.
Для дрібного дроблення гірських порід, вогнетривів і інших матеріалів середньої і високої твердості застосовують конусні інерційні дробарки, які забезпечують високий ступінь дроблення (10 – 15) з одержанням дрібного дробленого матеріалу.